# 미치노에키

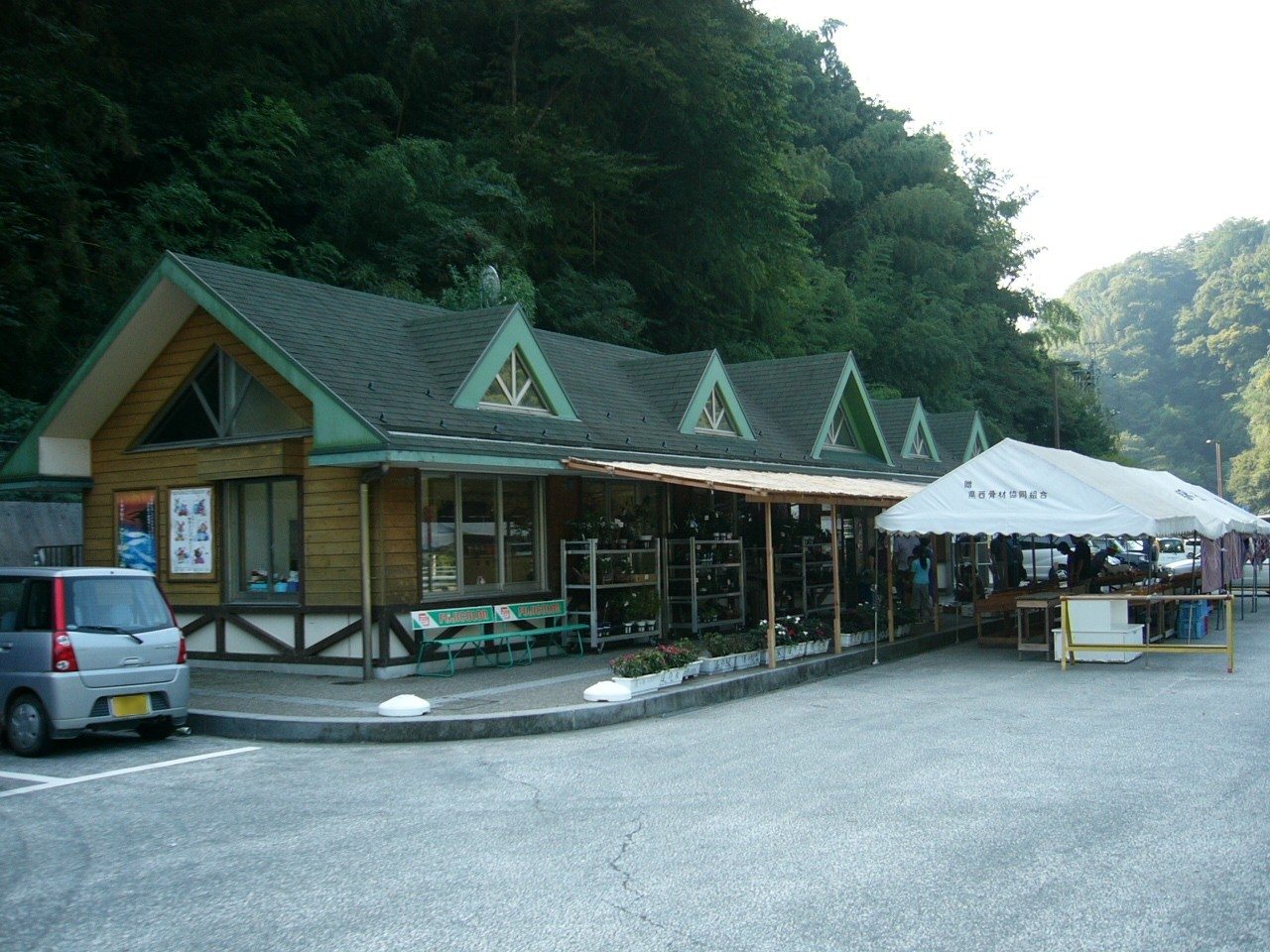
야마키타정의 휴게소

미치노에키(일본어: 道の駅)는 일본의 각 지자체와 도로 관리자가 연계하여 설치하고, 국토교통성에 의해 등록 된 상업 시설, 휴식 시설, 지역 진흥 시설인 도로 시설이다. 2014년 4월 4일에 16개가 신설되어 일본에 미치노에키는 1030개가 있으며, 홋카이도에만 114개가 있다. 일반 고속도로 휴게소와 마찬가지로 주차, 화장실, 음식 등을 제공한다.

## 같이 보기
- 졸음쉼터
- 간이 휴게소